# Amutat Kaduregel Hapoel Akko 2011-2012
Questa voce raccoglie le informazioni riguardanti l'Amutat Kaduregel Hapoel Akko nelle competizioni ufficiali della stagione 2011-2012. 

## Rosa
| N. |                    | Ruolo | Calciatore         |
| -- | ------------------ | ----- | ------------------ |
| 1  | Israele (bandiera) | P     | David Goresh       |
| 4  | Israele (bandiera) | D     | Ran Kozuch         |
| 5  | Israele (bandiera) | D     | Nisso Kapiloto     |
| 6  | Israele (bandiera) | C     | Adi Gotlieb        |
| 7  | Israele (bandiera) | D     | Yuval Shabtay      |
| 9  | Israele (bandiera) | A     | Avi Knafo          |
| 10 | Israele (bandiera) | A     | Rafi Amos          |
| 11 | Israele (bandiera) | D     | Moshe Mishaelof    |
| 12 | Serbia (bandiera)  | A     | Stefan Šćepović    |
| 14 | Israele (bandiera) | A     | Sintiyahu Solelich |

| N. |                      | Ruolo | Calciatore         |
| -- | -------------------- | ----- | ------------------ |
| 15 | Israele (bandiera)   | C     | Roei Levi          |
| 16 | Israele (bandiera)   | C     | Abed Morgan        |
| 17 | Israele (bandiera)   | C     | Sagiv Cohen        |
| 18 | Argentina (bandiera) | A     | Nicolás Falczuk    |
| 20 | Serbia (bandiera)    | C     | Nebojša Marinković |
| 21 | Israele (bandiera)   | D     | Eliran Danin       |
| 22 | Israele (bandiera)   | P     | Shlomi Itach       |
| 23 | Serbia (bandiera)    | C     | Aleksandar Davidov |
| 25 | Nigeria (bandiera)   | D     | Dimaku Fidelis     |
| 26 | Israele (bandiera)   | C     | Guy Dayan          |